# Ото фон Бамберг
Ото I фон Бамберг, също Ото фон Мистелбах (на немски: Otto I von Bamberg, Otto von Mistelbach, * ок. 1060, † 30 юни 1139) е епископ на Бамберг (1102 – 1139). Той също е известен като „Апостол на Померания“. Ото е Светия от 1189 г. Чества се на 30 юли и 30 септември.

## Произход и управление
Родителите му произлизат от благородническа фамилия от Швабия.
През 1082 г. Юдит, сестрата на император Хайнрих IV, се омъжва за полския херцог Владислав I Херман. Ото отива с нея като каплан в двора на Владислав. През 1091 г. е извикан в двора на Хайнрих IV. Ото става негов канцлер и ръководи строежа на катедралата в Шпайер. През 1102 г. императорът го номинира за осмия епископ на Бамберг.
Ото основава множество манастири и строи замъци. През 1118 г. на църковния събор във Фритцлар папската партия го сваля от службите му. Херцог Болеслав моли Ото да християнизира страната му. Ото прави две мисионерски пътувания в Померания от 1124 до 1125 и 1128 г. Той кръщава множество хора и разрушава темпелите на славянските богове. Ото и днес е честван като Апостолът на Померания.
Ото е смятан за най-значимия от Бамбергските епископи. Гробът му се намира в бенедиктинското абатство Михелсберг в Бамберг, която подновява от 1117 до 1121 г. след земетресение и избира да бъде погребан там.
Ото е Светия от 1189 г. Чества се на 30 юли и 30 септември. Той е един от двата закрилника на архиепископство Берлин.

## Галерия
- Гробът на Свети Ото в църквата Св. Михаел, Бамберг
- Свети Ото в Бамберг
- Картини от живота на епископ Ото